# Johann Heinrich Lindermann
Johann Heinrich Lindermann (* 20. Februar 1802 in Neuss; † 1. Februar 1892 in Elberfeld) war ein deutscher Bandweber, Kolporteur, Evangelist sowie Dissident und Begründer einer freikirchlichen und autochthonen sabbatarischen Gemeinschaft, die zu den Vorläufern der heutigen Freikirche der Siebenten-Tags-Adventisten in Deutschland zählte.

## Leben

### Kindheit und frühe Jahre
Lindermann wurde als Sohn von Wilhelm Lindermann und Elisabeth Balters geboren. Der Eintrag in der Acte de naissance erfolgte unter dem Namen Jean Henry, weil Neuss zu jener Zeit unter französischer Verwaltung stand. Er wurde reformiert getauft. Sein Vater Wilhelm Lindermann stammte aus Saarn, das kirchlich zu Mülheim an der Ruhr gehörte, seine Mutter Elisabeth aus Barmen. Die Eltern von Johann Heinrich Lindermann waren am 3. September 1797 von Pfarrer Matthias Krall (1760–1832) in der Gemarker Kirche getraut worden.
Bald nach 1802 ließ sich die Familie, die das Bandweberhandwerk ausübte, wieder in Saarn nieder; mindestens fünf Geschwister von Johann Heinrich Lindermann sind nachgewiesen. Schon von der geografischen Lage des Wohnortes Saarn her war die Familie eher zur Pilgerhütte Otterbeck orientiert als nach Mülheim an der Ruhr. Die Lindermanns gehörten seit mehreren Generationen zum Freundeskreis um Gerhard Tersteegen; ebenso wird die Familie der Mutter Elisabeth Balters dem Freundeskreis Tersteegens in der reformierten Gemeinde Barmen-Gemarke um Engelbert Evertsens (1722–1807) zugerechnet.
Johann Heinrich Lindermann erlernte das Bandweberhandwerk, war jedoch später auch als Steindreher, Sandformer und Schiffer sowie dann als Seidenweber tätig. Nach dem frühen Tod des Vaters verbrachte er viel Zeit bei den Großeltern mütterlicherseits in Barmen. Dort kam er mit den erweckten Kreisen um die etwa gleichaltrigen späteren Missionare Karl Wilhelm Isenberg (1806–1864) und Heinrich Christian Werth (Henry Christian Werth, 1805–1855) in Kontakt.
Am 24. Juli 1830 heiratete er die Schreinerstochter Elisabeth Buchmüller in der reformierten Altstadtkirche in Mülheim an der Ruhr. Die Eheleute wohnten zunächst in Saarn. Aus der Ehe gingen neun Kinder hervor. Eine Wende in Lindermanns Leben trat in der Zeit der Erweckung unter den Ruhrschiffern (1843 bis 1846) ein.

### Kolporteur und Evangelist
Ab 1846 wurde der vierzigjährige Lindermann als Kolporteur für die Bergische Bibelgesellschaft tätig. Zunächst verkaufte er Bibeln auf den Rheindampfschiffen mit Auswandernden nach Nordamerika. Danach arbeitete er bis hin nach Bonn, jedoch vorwiegend im Niederbergischen Land, ab 1848 auch im Oberbergischen. 1849 wurde er entlassen.
Ab 1849 arbeitete er für die Evangelische Gesellschaft für Deutschland, hauptsächlich zwischen Mülheim an der Ruhr und Solingen. 1850 trat er aus der Gesellschaft aus.
1850 wurde er – eine Singularität in der Geschichte der freikirchlichen Bewegungen der Zeit – von Kaufmann Hermann Heinrich Grafe (1818–1869) als ‚Privatevangelist‘ angestellt und zog mit seiner Familie mit sieben Kindern in die Pilgerhütte Otterbeck bei Heiligenhaus, die formal mittlerweile Grafe gehörte. 1850 wurde er als besoldeter Lehrbruder in den Evangelischen Brüderverein berufen. Er wirkte hier vorwiegend in Hofschaften der Orte Wald, Hilden, Haan, Velbert, Kettwig, Gruiten, Mettmann und Neviges.

### Zeit der „Bergischen Taufbewegung“
1851 oder spätestens Anfang 1852 wurde Lindermann von Friedrich Arnold Herring (1812–1908) als Erwachsener erneut getauft. Herring selbst war kurz zuvor, im Umfeld des Evangelischen Kirchentages in Elberfeld 1851, unter dem Einfluss von August Rauschenbusch (1816–1899) von dem Baptistenprediger Johann Gerhard Oncken (1800–1884) erneut getauft worden. Im Zusammenhang mit seiner Hinwendung zum Baptismus trat Lindermann aus dem Evangelischen Brüderverein aus.

### Gemeindegründer und Nonkonformist
Er begann selbst Erwachsene zu taufen und trat folgerichtig Ende 1852 mit Teilen seiner Familie aus der Evangelischen Kirche aus. Ab Dezember 1852 gründet er mit Wilhelm Siepmann die „Getaufte Christen-Gemeinde“ in der Pilgerhütte Otterbeck, in Heiligenhaus, Velbert, Kettwig, Haan, Wald, Gräfrath, Auf der Tesche, das damals noch nicht zu Vohwinkel gehörte. Statut und Glaubensüberzeugungen waren nahezu identisch mit dem Bekenntnis der Hamburger Baptisten, die sich unter Julius Köbner (1806–1884) in Barmen gründeten. Im Zusammenwirken mit Herring zur Zeit der Bergischen Taufbewegung soll die Anhängerschaft über 500 Personen betragen haben.
1852 musste Lindermann mit seiner Familie die Pilgerhütte Otterbeck verlassen und wohnte zunächst in Benrath, dann in Elberfeld am Nützenberg, bevor er sich auf einem eigenen ländlichen Anwesen am Kiesberg dauerhaft niederließ. Sein Broterwerb blieb auf Jahre hin die eigene kleine Seidenweberei am Kiesberg.
Wohl unter dem Einfluss von Schriften Ignaz Lindls (1774–1845) und noch stärker denen von Johann Jakob Wirz (1778–1858), der selbst auch Weber war, erfolgte die Neuausrichtung der von ihn gegründeten und betreuten Gemeinden, ab 1856 beispielsweise in Solingen und Dorp, später auch in Köln durch Angehörige seiner Familie, dies mit einer deutlich geänderter Satzung und Statut (Glaubensbekenntnis). Die Eschatologie und die Lehre vom „Königs- und Friedensreich“ sowie „vom Halten aller Gebote“ wurden signifikant. Hier ist wohl bereits beginnende Sabbatobservanz bis hin zur Heiligung des Sabbats spätestens ab 1867 festzustellen. Er verfasste ein eigenes Gesangbuch, unter anderem mit Sabbatliedern. Durch familiäre Verbindungen wurden die Gemeindeaktivitäten nach Mönchengladbach verlagert.
1875 bekam er Kontakt zu den Siebenten-Tags-Adventisten in Basel. Im selben Jahr kamen John Nevins Andrews und Jakob Erzberger nach Vohwinkel. Wesentliche Teile der von Lindermann gegründeten „Getauften Christen-Gemeinde“ in Vohwinkel und Mönchengladbach sowie Teile seiner Familie schlossen sich den Siebenten-Tags-Adventisten an.
Pfingsten 1887 gab es ein Zusammentreffen mit Ellen G. White und ihrem Übersetzer Ludwig Richard Conradi in Vohwinkel.
Nach dem Tod der Ehefrau Elisabeth Buchmüller und dem Wegzug der Kinder sowie deren Auswanderung nach Brasilien vereinsamte er im Alter zusehends und gab das Anwesen am Kiesberg auf. Anfang Februar 1892 starb Lindermann in Elberfeld.

## Publikationen
Die Publikationen von Johann Heinrich Lindermann sind weitestgehend bisher nur literarisch bezeugt:
- Ursache, warum so wenig Frucht im Weinberg des Herrn, Langenberg 1850[7]
- Gesang-Büchlein der (getauften) Christen-Gemeinde, Langenberg-Mönchengladbach, ca. 1869[1] (nur in einem Exemplar erhalten im Historischen Archiv der Siebenten-Tags-Adventisten in Europa, Friedensau).
- Gedenke des Sabbattages, Barmen 1872[1]
- Das Tausendjährige Reich, Elberfeld 1872[1][8]